# Sar-El

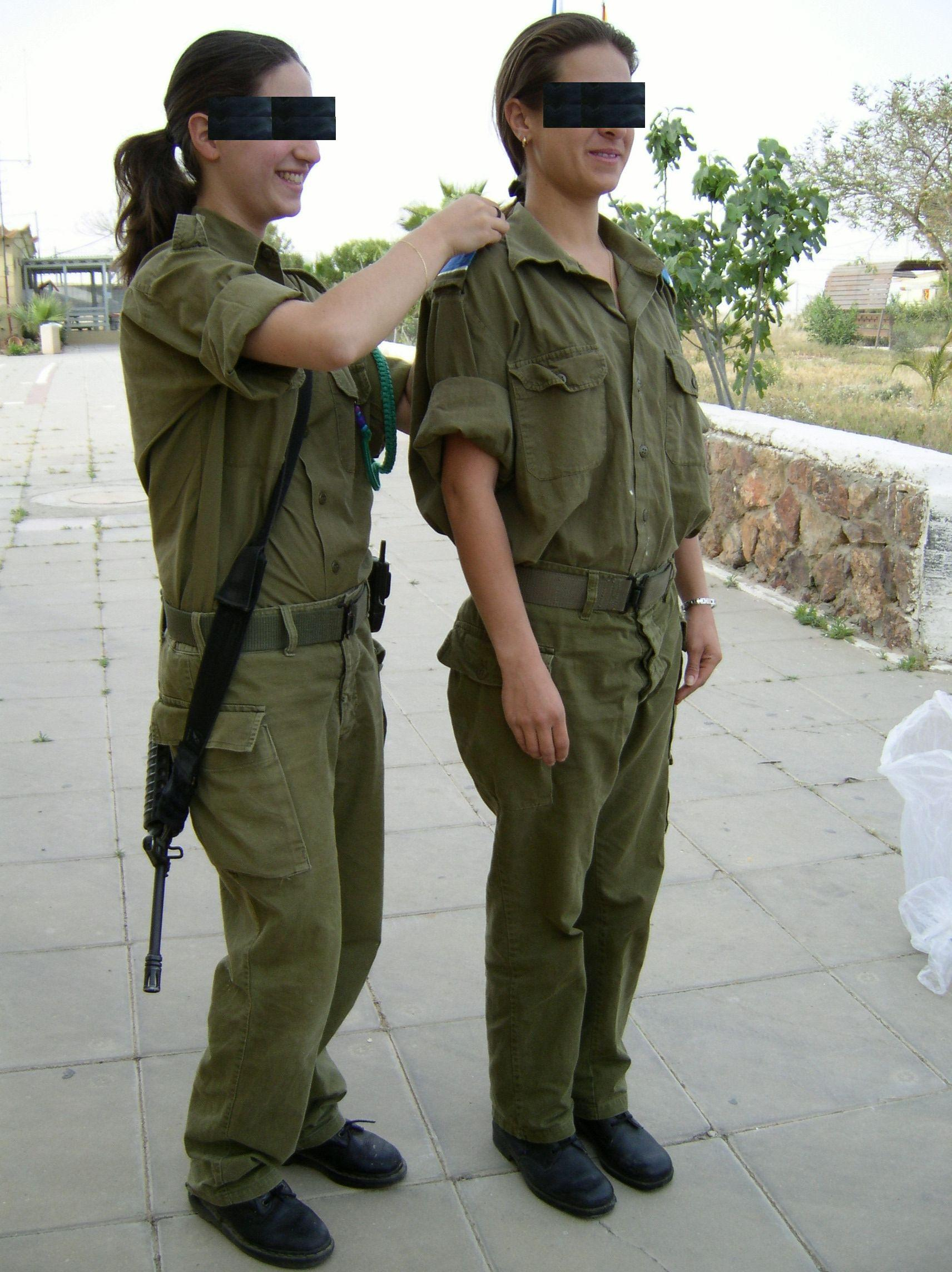
Udělování tzv. tagliot (výložek) označujících příslušnost k Sar-El

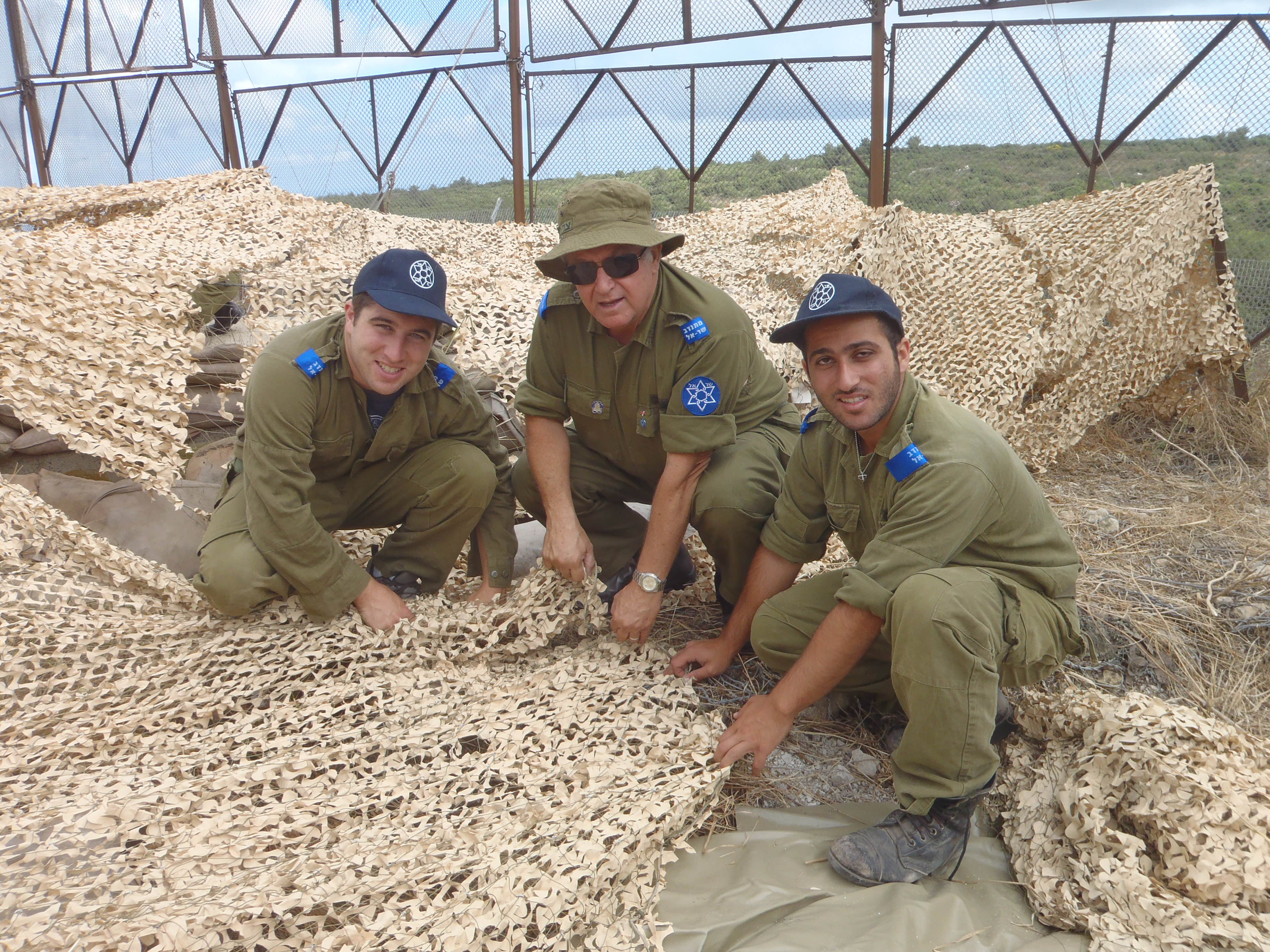
Skupina dobrovolníků u hranic s Libanonem

Sar-El (hebrejsky: שר-אל) je dobrovolnický program Izraelských obranných sil (IDF). Každý rok se jej zúčastní zhruba 5 000 dobrovolníků z celého světa, aby dva nebo tři týdny sloužili na vojenských základnách IDF. Jejich práce není placená, ani nespočívá v použití zbraní. Jde především o pomoc s logistikou, údržbou, stravováním, zásobováním a lékařskými službami. Dobrovolník musí být starší 17 let (16 s rodičem nebo opatrovníkem) a duševně i fyzicky zdravý. Program Sar-El je podřízen Logistickým jednotkám.

## Historie
Program Sar-El (jedná se o hebrejský akronym pro Sheirut Le’Yisrael, což znamená "Služba Izraeli") založil v létě roku 1982 bývalý velitel výsadkářů a pěchoty IDF Dr. Aharon Davidi. Vzhledem k celkové mobilizaci připravující Stát Izrael na první libanonskou válku byli všichni tělesně schopní muži povoláni jako záložníci do armády, čímž ovšem došlo k ohrožení veškeré právě dozrávající úrody v kibucech z oblasti Golanských výšin. Dr. Davidi proto poslal několik svých přátel do USA, aby se pokusili najít dobrovolníky, kteří by pomohli tuto nezáviděníhodnou situaci vyřešit. Během několika týdnů se přihlásilo zhruba 650 lidí ochotných podpořit Izrael skrze dobrovolnou práci na základnách IDF. Díky tomu se družstevníci z kibuců mohli vrátit na svá pole.
Tito dobrovolníci následně vyjádřili své přání, aby se takový projekt znovu opakoval, a tak byla na jaře roku 1983 založena nezisková organizace "Sar-El - The National Project for Volunteers for Israel", která program dobrovolné služby na vojenských základnách v Izraeli zastřešuje.

## Současnost
Dnes má zastřešující organizace své zastoupení v 27 zemích po celém světě, včetně České republiky:
- Evropa: Belgie, Česko, Dánsko, Estonsko, Finsko, Francie, Itálie, Maďarsko, Německo, Nizozemsko, Norsko, Rumunsko, Rusko, Spojené království, Španělsko, Švédsko
- Amerika: Argentina, Brazílie, Guatemala, Kanada, Kostarika, Mexiko, USA
- Austrálie a Oceánie: Austrálie, Nový Zéland
- Asie: Singapur
- Afrika: Jihoafrická republika

Nejvíce dobrovolníků každoročně pochází z USA, Kanady a Francie. Všichni dobrovolníci nosí pracovní uniformy izraelské armády se speciálními modrými výložkami, ale nejsou považováni za vojáky. Z tohoto důvodu není jejich účast v programu Sar-El v rozporu s příslušnými zákony o službě v armádě cizího státu země, odkud pocházejí.